# Die Höh

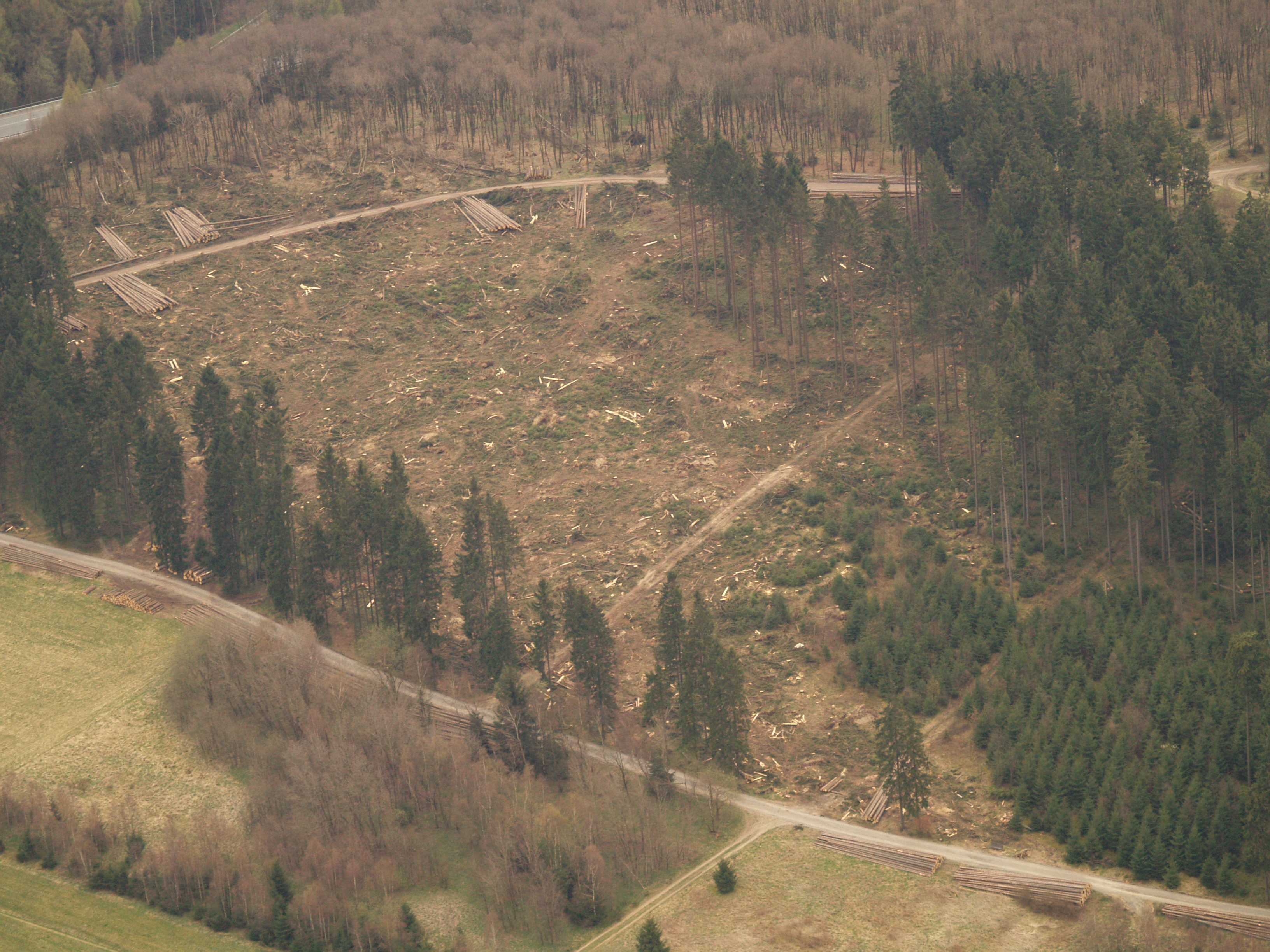
Sturmschäden durch Orkan Kyrill auf der „Höh“ bei Würgendorf

Die Höh ist ein bis 598 m ü. NHN hoch aufragender Bergkamm im Südteil des Kreises Siegen-Wittgenstein in Nordrhein-Westfalen (Deutschland). 
Sie bildet auf der Lahn-Sieg- bzw. Heller-Dill-Wasserscheide das Bindeglied zwischen dem am Massiv der Kalteiche auslaufenden Rothaargebirge im Norden und dem Hohen Westerwald im Süden. Naturräumlich wird die Höh zum Südlichen Hellerbergland und damit zum Siegerland gezählt.

## Geographie

### Lage
„Die Höh“ befindet sich im äußersten Südosten von Nordrhein-Westfalen im Südteil des Siegerlandes und liegt im Gemeindegebiet von Burbach. Sie bildet die natürliche Grenze zwischen dem Oberen Freien Grund mit Burbach und seinen Gemeindeteilen Wahlbach und Würgendorf im Norden und dem Hickengrund mit den Burbacher Gemeindeteilen Holzhausen, Niederdresselndorf und Lützeln im Osten und Süden.
Nördlich vorbei an der überwiegend stark bewaldeten „Höh“ fließt der Sieg-Zufluss Heller, östlich vorbei der zur Dill entwässernde Haigerbach und südlich dessen Nebenbach Lützelnbach. Südöstlich vorbei am Höhenzug führt zwischen Haiger im Norden und Rennerod im Süden ein Abschnitt der Bundesstraße 54, hinüber verläuft ein solcher der Westerwaldvariante des Rothaarsteigs.

### Berge
Der höchste Gipfel der „Höh“ ist eine namenlose Bergkuppe (598 m), die sich etwa auf halber Luftlinie zwischen dem Burbacher Kernort und dem Burbacher Gemeindeteil Holzhausen befindet. Etwa 700 m südsüdwestlich davon befindet sich der Kleine Stein (587,1 m), 900 m südöstlich dessen schließlich der Große Stein (546 m). Beide sind je Zentrum eines eigenen, nach ihnen benannten Naturschutzgebietes, wobei das des Großen Steins das deutlich größere (80,3 ha vs. 4,35 ha) ist.

## Geschichte
Am 18. und 19. Januar 2007 wütete der Orkan Kyrill zum Beispiel in Deutschland und somit auch auf der „Höh“. Besonders in den Berghochlagen wurden zahlreiche Bäume entwurzelt oder knickten ab.